# Alice Kuipers

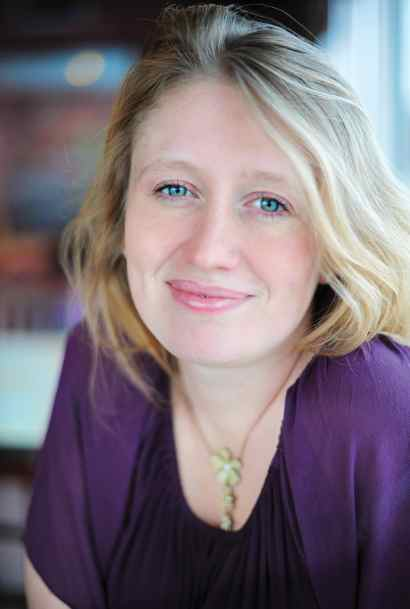
Alice Kuipers

Alice Kuipers, född 1979, är en brittisk författare från London. Hon har skrivit ungdomsromanen Livet på en kylskåpsdörr som utgavs år 2008. Boken handlar om femtonåriga Claire och hennes mamma, som båda är mycket upptagna och därför inte hinner ses särskilt ofta. De kommunicerar då via lappar på kylskåpsdörren, och det är vad själva boken är: lapparna som klistras på kylskåpet. När det upptäcks att Claires mamma har bröstcancer ställs allt på sin spets, och kärleken mellan mor och dotter lyser igenom i de korta meddelandena.